# Metahadzia uncispina
Metahadzia uncispina is een vlokreeftensoort uit de familie van de Hadziidae. De wetenschappelijke naam van de soort is voor het eerst geldig gepubliceerd in 1988 door Notenboom.